# Trachyrhachys coronata
Trachyrhachys coronata är en insektsart som beskrevs av Scudder, S.H. 1876. Trachyrhachys coronata ingår i släktet Trachyrhachys och familjen gräshoppor. Inga underarter finns listade i Catalogue of Life.